# Миронова, Валентина Михайловна
Валентина Михайловна Миро́нова (р. 1966) — российский педагог, государственный и политический деятель. Депутат Государственной Думы VII созыва, член фракции «Единая Россия», член комитета Госдумы по вопросам семьи, женщин и детей.

## Биография
Родилась 6 февраля 1966 года в посёлке Меловка (Жуковский район (Брянская область)). В 1987 году получила высшее образование по специальности «русский язык и литература» (квалификация — учитель русского языка и литературы), окончив Брянский государственный педагогический институт имени академика И. Г. Петровского. С 1997 по 2007 год работала преподавателем русского языка и литературы в школе № 32 Брянска, в 2007 году назначена заведующей учебной частью школы № 53, с 2015 по 2016 год работала директором школы № 43.
В 2016 году выдвигалась от партии «Единая Россия» в депутаты Госдумы, в результате выборов избрана депутатом Государственной Думы по одномандатному избирательному округу № 78.

## Законотворческая деятельность
С 2016 по 2019 год, в течение исполнения полномочий депутата Государственной Думы VII созыва, выступила соавтором 26 законодательных инициатив и поправок к проектам федеральных законов.